# Ecología digital
La ecología digital es una ciencia sobre la interdependencia de los sistemas digitales y el entorno natural. Este campo de estudio analiza el método en el cual las tecnologías digitales están cambiando la forma en la que las personas interactúan con el entorno, así como el impacto de estas tecnologías en el medio ambiente. Se trata de una rama de la ecología que promueve practicas ecológicas para luchar contra la contaminación digital. Actualmente, la huella de carbono total de internet, nuestros dispositivos electrónicos, y elementos auxiliares representan alrededor del 3,7% de las emisiones mundiales de gases de efecto invernadero (incluyendo aproximadamente un 1.4% de las emisiones globales de dióxido de carbono).
La ecología digital también puede referirse al uso de la tecnología en el estudio de sistemas ecológicos y procesamiento, examinando como los avances tecnológicos ayudan a la recogida, análisis y organización de datos ecológicos.  Entre los campos importantes en este aspecto de la ecología digital se encuentra el desarrollo de drones para la monitorización de la fauna salvaje.
La ecología digital es un campo complejo y polifacético que necesita un enfoque integral para comprender la relación entre las tecnologías digitales y el entorno natural. Dado el aumento en la dependencia de estas tecnologías, resulta importante considerar sus consecuencias ambientales y avanzar hacia soluciones más sostenibles.

## Impacto negativo en el medio ambiente
Una de las principales áreas de interés de la ecología digital es el impacto de los residuos electrónicos, e-waste. A medida que más dispositivos quedan obsoletos y son remplazados por nuevos modelos, la cantidad de residuos electrónicos producidos se está incrementando a un ritmo alarmante. Estos residuos suelen acaban en vertederos, donde pueden filtrarse sustancias químicas nocivas al suelo y al agua.
Otro aspecto de la ecología digital es el consumo de energía de las tecnologías digitales y la contaminación que esto causa. La producción y uso de estos dispositivos necesita una significante cantidad de energía, y a medida que la demanda de estos dispositivos aumenta, también lo hace la energía necesaria satisfacer esta demanda... La huella de carbono total de internet, nuestros dispositivos electrónicos, y elementos auxiliares representan alrededor del 3,7% de las emisiones mundiales de gases de efecto invernadero. Es tanto como el sector aéreo y la cifra sigue aumentando. Este incremento de energía consumida tiene un impacto negativo para el medio ambiente, ya que contribuye con el cambio climático y con la contaminación del aire. Algunas investigaciones muestran que, si internet fuese un país, sería el séptimo mayor contaminante de todo el mundo.

### Contaminación digital
La contaminación digital es un aspecto crucial de la ecología digital y el principal problema contra el que esta disciplina lucha. Hace referencia al impacto negativo de la tecnología digital y a los residuos electrónicos en el medio ambiente y la salud humana. Esto puede incluir emisiones de dispositivos electrónicos, químicos tóxicos en residuos electrónicos, y la proliferación de estos en vertederos.
Los usuarios de las tecnologías digitales contribuyen diariamente en la contaminación digital, que incluye:
- Datos en la nube y servidores - almacenando muchos datos en la nube y servidores, así como transferirlos, contribuye en la contaminación del aire debido a la energía usada para alimentar y enfriar estos centros de datos y enviar los datos. El consumo de energía de estos centros de datos resulta en emisiones tanto de gases de efecto invernadero, como de dióxido de carbono.[5] La energía es generada por plantas eléctricas, las cuales suelen quemar combustibles fósiles como carbón, petróleo, y gas natural, liberando contaminantes nocivos en el aire. Así mismo, los sistemas de aire acondicionado además de refrigerar los servidores también consumen una cantidad significativa de energía y liberan calor al medio ambiente. En ello influyen sobre todo las grandes bases de datos, pero actividades cotidianas de las personas no es tampoco insignificante. Un ejemplo de esto podría ser almacenamiento y acceso a correos electrónicos.[6] En un año promedio se producen 136 kilogramos de CO2 por envíos de correos electrónicos. Una bandeja de entrada consume suficiente energía para funcionar una ducha de agua caliente durante unos 4 minutos, lo que equivale a iluminar 40 bombillas durante una hora y equivale a conducir un coche 212 metros.[7] Adicionalmente, los centros de datos consumen una gran cantidad de energía para alimentar y enfriar los servidores que almacenan y procesan los datos del correo electrónico no deseado, resultando en emisiones de gases de efecto invernadero y otros contaminantes.[8]

- Producción de dispositivos electrónicos - tiene un efecto perjudicial para el medio ambiente por diferentes razones: incremento de la demanda de materias primas, minerales de tierras raras, energía, uso de agua, y otros recursos y contribuye con la degradación del medioambiente por la contaminación y residuos.[9] La manufacturación es la fase más contaminante. Representa hasta el 80% de la huella de carbono de un aparato durante su vida útil. Comprando equipos nuevos cada seis años en lugar de cada cuatro reduce el dióxido de carbono producido en 190 kg

- Electrónica ineficiente - Estos consumen más electricidad, lo que a su vez requiere generar más energía, a menudo por centrales eléctricas que queman combustibles fósiles. Además, los aparatos electrónicos ineficiente también genera más calor, lo que requiere más energía para refrigerarse, aumentando aún más el consumo total de energía y las emisiones asociadas. Cuando estos dispositivos alcanzan el fin de su vida útil y se eliminan, estos pueden convertirse en residuos electrónicos, lo cual puede dejar químicas tóxicas para el medio ambiente.[10]

- Carga innecesaria de dispositivos electrónicos - puede contribuir a la contaminación del aire a través del incremento de la energía consumida. Cargar innecesariamente dispositivos, como smartphone u ordenadores portátiles, incrementa la demanda de energía y contribuye a emisiones de centrales eléctricas.[11] Cargar smartphones genera más dióxido de carbono que cargar ordenadores portátiles

- Residuos electrónicos - los dispositivos electrónicos acaban alcanzando el fin de su vida útil y se convierten en residuos. La eliminación inadecuada de los residuos electrónicos libera sustancias químicas tóxicas al medio ambiente, contaminando el suelo y agua, y dañando la fauna.[12]

## Impacto positivo en el medio ambiente
Aunque los dispositivos electrónicos y los centros de datos tienen un impacto en el medio ambiente, las tecnologías digitales afectan positivamente en el medio ambiente de diversas maneras:
- Eficiencia energética: Las tecnologías digitales pueden ayudar a incrementar la eficiencia energética a través del uso inteligente de los sistemas energético, como los sistemas de redes inteligentes y los dispositivos de eficiencia energética.[14]

- Reducción de residuos: El uso de las tecnologías digitales pueden reducir el gasto reduciendo la necesidad de papel y otros materiales físicos.[14]

- Mejora de la educación: Las tecnologías digitales pueden mejorar la educación proporcionando acceso a la información y recursos, promoviendo practicas sostenibles y sensibilización medioambiental.[15]